# 阪南スカイタウン

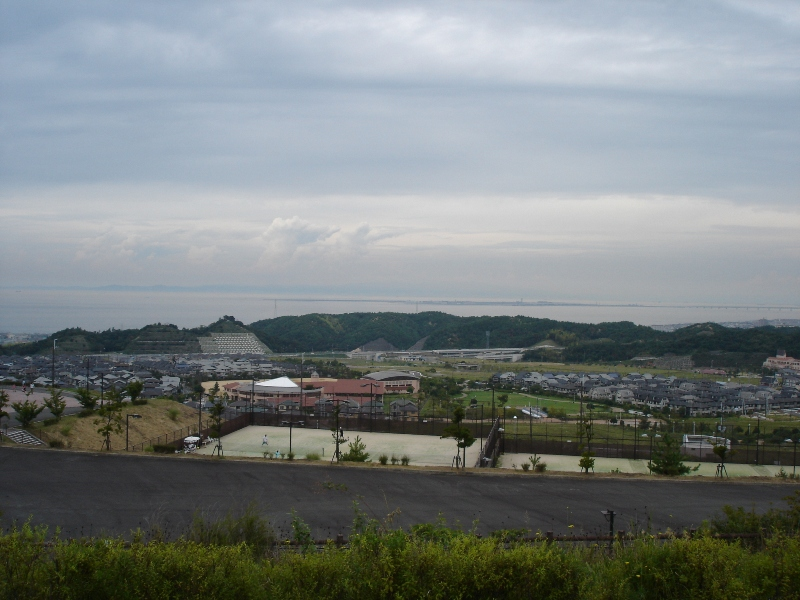
阪南スカイタウン内情景

阪南スカイタウン（はんなんスカイタウン）は、大阪府阪南市の中央部の丘陵地帯にて関西国際空港造成のために土砂採取を実施し、その跡地において大阪府企業局が開発したニュータウンである。

## 概要
- 入居者数
  - 4,231人（H23.2月末）
  - 3,604人（H19.11末）
- 入居者世帯数
  - 1,347世帯（H23.2月末）
  - 1,105世帯（H19.11末）
- 計画人口　9,000人
- 計画戸数　約2,500戸
- 事業名称　阪南丘陵新住宅市街地開発事業
- 事業主体　大阪府
- 事業地　阪南市桃の木台地内
- 敷地面積　約171ha

## 歴史
- 1986年（昭和61年）12月 関西国際空港関連地域整備計画。
- 1987年（昭和62年）8月 阪南市西部丘陵開発基本構想。
- 1988年（昭和63年）3月 新住宅市街地開発事業の都市計画決定。
- 1989年（平成元年）6月 土砂搬出開始。
- 1992年（平成4年）12月 土砂採取完了。
- 1993年（平成5年）8月 宅地造成着手。
- 1993年（平成5年）9月 まちの愛称を「阪南スカイタウン」と決定。
- 1996年（平成8年）3月 第一期入居開始。
- 1996年（平成8年）4月 まちびらき式典開催。
- 1996年（平成8年）4月 阪南市立桃の木台小学校、阪南市立飯の峯中学校が開校。
- 2000年（平成12年）4月 私立桃の木台幼稚園が開園。
- 2003年（平成15年）4月 第二阪和国道（桜ヶ丘北～箱作）部分開通。
- 2005年（平成17年）7月 第二阪和国道（箱作ランプ・和歌山側）が開通。
- 2007年（平成19年）4月 前山緑地がオープン。
- 2008年（平成20年）3月 飯ノ峯川緑道がオープン。

## 交通

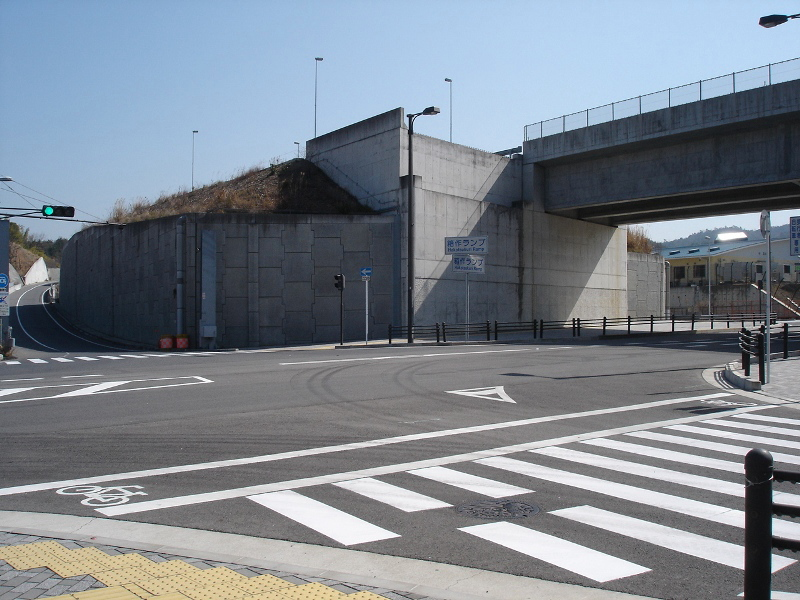
箱作ランプ

### 鉄道
- 南海本線　箱作駅

### バス
- 南海ウイングバス

阪南スカイタウン内と箱作駅前(一部は三丁目止)を結ぶ路線を運行している。
- 阪南市コミュニティーバス

阪南市を巡回するコミュニティーバスの桃の木台・万葉台コースが運行されている。尾崎駅前（12時34分）発の便を除き、全てのバスがタウン内を経由した後に箱作駅前を経由する。

### 道路
- タウン入口に、第二阪和国道箱作ランプがあり、大阪・和歌山方面共に乗り入れることができる。
- 箱作駅前線

阪南スカイタウンと大阪府道752号和歌山阪南線（旧国道26号）箱作駅前を結ぶ市道。

## 教育施設

### 幼稚園・保育園
- 私立桃の木台幼稚園
- 桃の木の森子ども園

### 小・中学校
- 阪南市立桃の木台小学校
- 阪南市立飯の峯中学校（読み方：いいのみね中学校）

## 公園
タウン内を貫く約4haの公園をはじめ、関西空港、明石海峡大橋、淡路島を望む展望公園が楽しめる。
- 飯ノ峯川緑道
- 展望緑地
- 前山緑地
- 桃の木台中央公園

　桃の木台西公園
　桃の木台東公園
　桃の木台南公園

## その他の施設

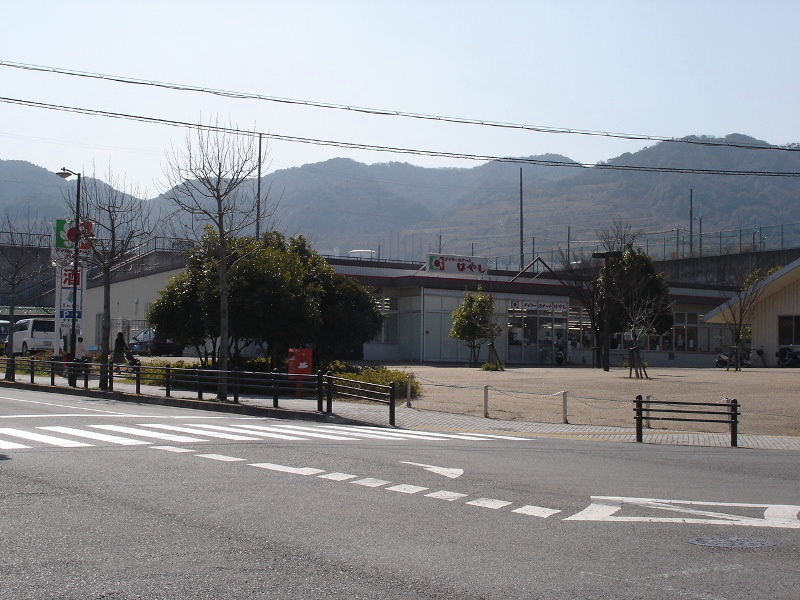
デイリーカナートはやし 阪南店

### 介護・医療施設
- さくらデイサービスセンター
- きたの歯科医院

### 商業施設
- デイリーカナートはやし（スーパーマーケット）

- ホームセンターナフコ(ホームセンター)